# Pedro Oldoni
Pedro Henrique Oldoni do Nascimento (26 de septiembre de 1985, Pato Branco, Brasil) es un exfutbolista brasileño que actualmente está retirado.

## Clubes
| Club                                                                                  | Año       | Goles                |
| ------------------------------------------------------------------------------------- | --------- | -------------------- |
| Clube Atlético Paranaense                                                             | 2005–2008 | 33 (en 111 partidos) |
| Real Valladolid                                                                       | 2008–2009 | 1                    |
| Clube Atlético Mineiro                                                                | 2009-2010 |                      |
| Clube Desportivo Nacional                                                             | 2010-     |                      |
| Club Deportivo El Ejido 2012 Archivado el 11 de diciembre de 2016 en Wayback Machine. | 2017      | 2                    |